# Mercedes-Benz W166
La Mercedes-Benz W166 è la prima generazione della Mercedes-Benz Classe GLE, un'autovettura SUV di lusso prodotta dalla casa automobilistica tedesca Mercedes-Benz dal 2011 al 2018. Fino alla primavera del 2015, tale modello costituiva la terza generazione della Classe M, in seguito a un restyling e un cambio di denominazione che segue i nuovi criteri commerciali stabiliti dalla Daimler AG (detentrice del marchio Mercedes-Benz).

## Storia e profilo

### Debutto
Anticipata da alcuni rendering molto simili alla vettura definitiva, nonché dalle prime foto ufficiali, la terza generazione della Classe M, siglata W166, è stata presentata al pubblico al Salone dell'automobile di Francoforte nel settembre 2011. Contemporaneamente ne è stata avviata la produzione, anche se l'avvio della commercializzazione è stato fissato per il mese di novembre.

### Design esterno ed interno

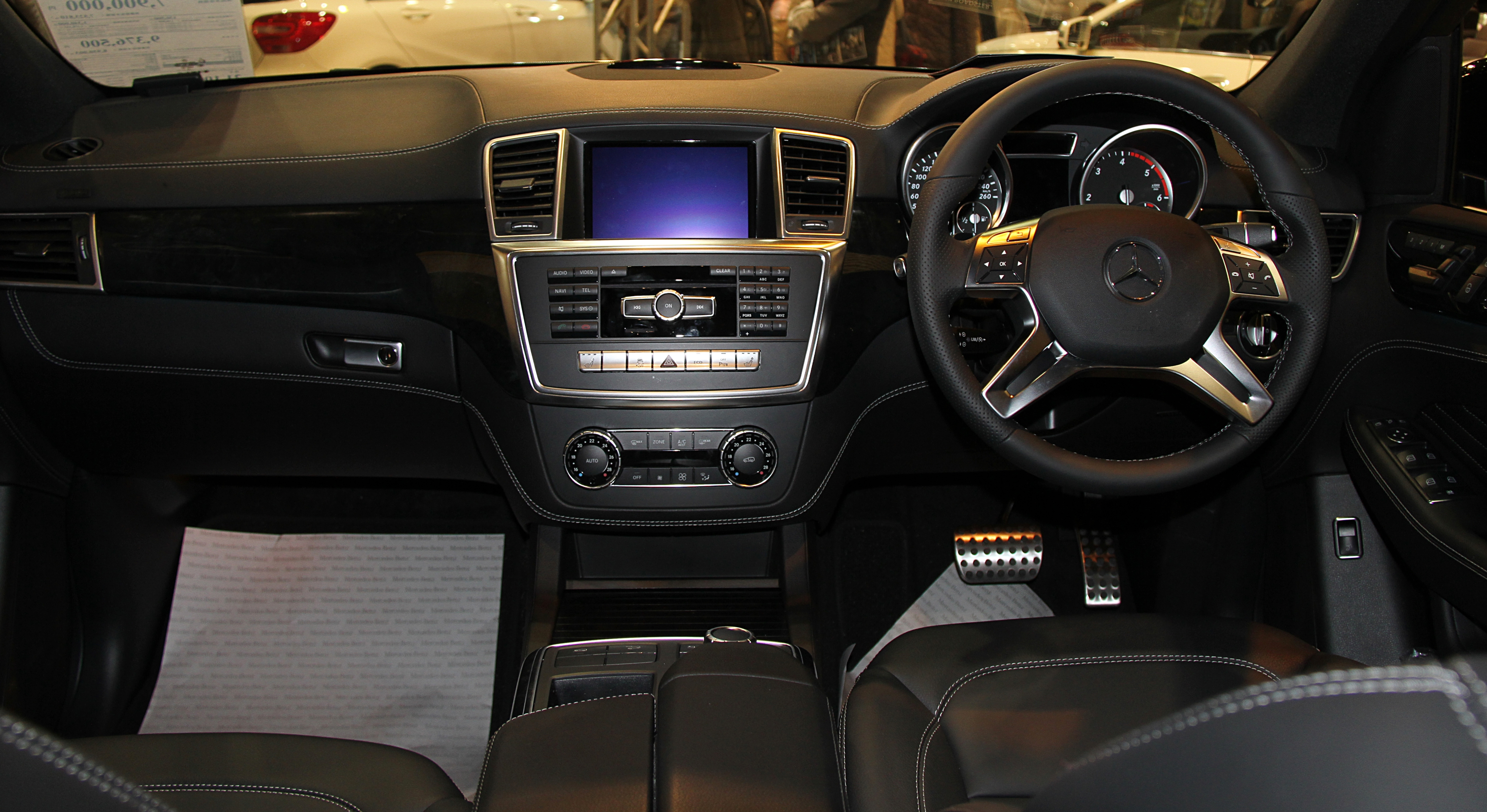
Interni di una Classe M con guida a destra

Il disegno della carrozzeria della W166 riprende a grandi linee l'impostazione della precedente W164. Il frontale presenta un grande radiatore solcato da tre listelli orizzontali, sul quale campeggia il grande logo della casa. Ai suoi lati si trovano i nuovi gruppi ottici dal design più moderno e più in basso si trova lo scudo paraurti suddiviso in tre sezioni trapezoidali: quella centrale, più grande, con parasassi cromato, e le due laterali, più piccole, che ospitano le luci diurne a led. Il disegno della fiancata è quello che presenta la maggior parte dei punti in comune con le due precedenti generazioni della Classe M; due nervature lungo la fiancata danno risalto al gioco di curve e spigoli, e portano ad evidenziare il parafango posteriore bombato, un elemento stilistico presente anche nei contemporanei modelli W212, C207/A207 e C218. I cerchi sono in lega, disponibili nelle misure da 17 a 21 pollici. La coda presenta dei gruppi ottici avvolgenti a sviluppo orizzontale, con tecnologia a LED e a fibre ottiche; sempre la coda presenta un lunotto avvolgente, un andamento discendente del padiglione e uno spoiler posto sul tetto. Il paraurti posteriore, assai massiccio, è integrato con un parasassi cromato.
L'abitacolo della W166 offre più spazio rispetto alla serie precedente, pur essendo rimasta invariata la misura del passo. Sulla plancia scorre un inserto longitudinale in radica che va a raccordarsi con gli inserti in radica sui pannelli porta. Il posto guida è caratterizzato da una razionale disposizione dei comandi, sia principali che secondari, e da numerose possibilità di regolazione dei sedili. La capienza del vano bagagli, a sedili abbattuti, raggiunge 2.010 litri.

### Struttura, meccanica e motori
La struttura di base della W166 presenta una scocca a deformazione programmata nelle zone anteriori e posteriori, nonché la cella abitativa indeformabile. La rigidità della scocca portante è garantita dall'ausilio di longheroni in acciaio posti su due livelli ed uniti da elementi verticali anch'essi in acciaio. Una traversa di collegamento in corrispondenza del montante centrale serve ad unire i due longheroni laterali, mentre apposite traverse in acciaio uniscono i longheroni laterali al tunnel centrale. Nella zona posteriore, il serbatoio è stato posizionato davanti al retrotreno per consentire l'ottenimento di una struttura deformabile anche in coda.
Al suo debutto, la W166 è disponibile in tre motorizzazioni, una a benzina e due a gasolio. Questi ultimi sfruttano la tecnologia common rail e la tecnologia BlueTEC, che prevede l'aggiunta dell'additivo AdBlue ai fumi dello scarico, in modo da convertire le emissioni inquinanti in gas innocui:
- ML350 BlueEFFICIENCY: motore V6 M276 con tecnologia BlueDIRECT, ossia con alimentazione ad iniezione diretta di terza generazione, caratterizzato da una cilindrata di 3498 cm³ e da una potenza massima di 306 CV;
- ML250 BlueTEC: si tratta del primo motore diesel a 4 cilindri montato su una Classe M. Caratterizzato da una cilindrata di 2143 cm³, grazie alla doppia sovralimentazione mediante due turbocompressori, è possibile raggiungere una potenza massima di 204 CV;
- ML350 BlueTEC: versione con motore V6 turbodiesel da 2987 cm³ in grado di erogare fino a 258 CV di potenza massima.

La trazione è integrale permanente su tutte le versioni, così come identico per tutti i modelli è il cambio automatico 7G-Tronic Plus a 7 rapporti con dispositivo Stop & Start integrato. Il cambio prevede la leva sul piantone, posizionata in modo da permettere al conducente di non staccare mai le mani dal volante.
Telaisticamente vengono proposte sospensioni di tipo selettivo, così chiamate perché adattano immediatamente ed automaticamente la rigidità degli ammortizzatori a seconda delle situazioni. Le due versioni con motore V6 montano anche le sospensioni pneumatiche AIRMATIC Dual Control, ottenibili invece a richiesta sulla ML250. L'impianto frenante prevede quattro freni a disco autoventilanti su tutte le versioni, tranne che nella ML250 che monta dischi pieni al retrotreno. Lo sterzo è elettro-meccanico con servoassistenza ad incidenza variabile sia a seconda della velocità, sia che si stia eseguendo una manovra in spazi stretti. A questo proposito vale la pena evidenziare come la W166 sia la vettura con il minor diametro di svolta della sua categoria.

### Allestimenti e dotazioni
Al suo debutto, la W166 è stata proposta in due livelli di allestimento, denominati Sport e Premium, più un allestimento speciale denominato Edition 1, limitato a pochi esemplari e che serve a celebrare il debutto del nuovo modello. Più in dettaglio, questi sono gli equipaggiamenti di serie previsti per i due livelli di allestimento:
- Sport, livello di accesso alla gamma, la cui dotazione include: ABS, BAS, ESP, ASR, doppio airbag frontale, airbag laterali anteriori, airbag per le ginocchia lato conducente, airbag per il torace, airbag a tendina, climatizzatore bi-zona, freno a mano elettronico con rilascio automatico in partenza, fendinebbia a LED, luci di posizione laterali a LED e fibre ottiche, cinture di sicurezza con cicalino di avviso cinture non allacciate, volante multifunzione a 4 razze regolabile in altezza e profondità, retrovisori esterni regolabili elettricamente, ripiegabili elettricamente e riscaldabili, cruise control, tergicristallo con sensore pioggia, sedili anteriori regolabili in altezza ed inclinazione dello schienale, battitacco anteriori con scritta Mercedes-Benz, dispositivo Attention Assist, chiave elettronica, cofano motore attivo, sistema Pre-Safe, sensore pneumatici, serrature porta a chiusura automatica a veicolo in movimento, cerchi in lega da 19 pollici (per la ML250) o da 20 pollici (per le altre due versioni), interni in ecopelle e tessuto, impianto audio con display da 5 pollici, lettore CD MP3, presa Aux e 8 altoparlanti.
- Premium, livello superiore, che prevede quanto già visto per il livello Sport, con in più: carrozzeria con appendici sportive AMG-Style, freni a disco forati, cerchi in lega da 20 pollici su tutte le versioni (anche per la ML250), vetri laterali posteriori oscurati, lunotto oscurato, interni in ecopelle, retrovisore interno ed esterno sinistro antiabbagliamento, sistema multimediale con impianto audio con lettore CD MP3, navigatore satellitare con cartografia europea 3D, prese USB, Aux ed SD, display da 7 pollici, rilevatore di segnali di limite di velocità.

Tra gli optional c'è il pacchetto On&OffRoad, che prevede: differenziale centrale autobloccante, cambio automatico con convertitore di coppia a doppio stadio e con sei programmi di marcia, protezioni sottoscocca supplementari, sospensioni AIRMATIC ottimizzate ed adattate all'eventuale utilizzo fuoristrada, altezza da terra aumentabile fino a 285 mm, possibilità di guado fino ad una profondità di 600 mm.
Tra gli altri optional vi sono: tetto apribile normale o panoramico, cerchi in lega da 21 pollici, climatizzatore automatico tri-zona, sedili anteriori con memoria, sedili anteriori riscaldabili, dispositivo Active Curve System (non per la ML250) che stabilizza e riduce il rollio in curva, airbag laterali posteriori, sistema Night View ad infrarossi, telecamera posteriore, sistema di infotainment per passeggeri posteriori (display da 8 pollici dietro i poggiatesta anteriori e cuffie wireless) e funzione TV.
Quanto alla versione Edition 1, si tratta di un'edizione speciale limitata a pochi esemplari, comprendente quanto già visto nel livello Premium, ma con in più alcuni accessori previsti solo a pagamento nelle altre due versioni, tra cui gli interni in pelle Nappa, gli inserti in frassino, i sedili anteriori riscaldabili con memoria e gli airbag laterali posteriori.

## Evoluzione

### I primi anni di carriera
La produzione ha inizio subito dopo la presentazione ufficiale, nello stabilimento di Tuscaloosa (Alabama, USA), esattamente come la sua progenitrice.

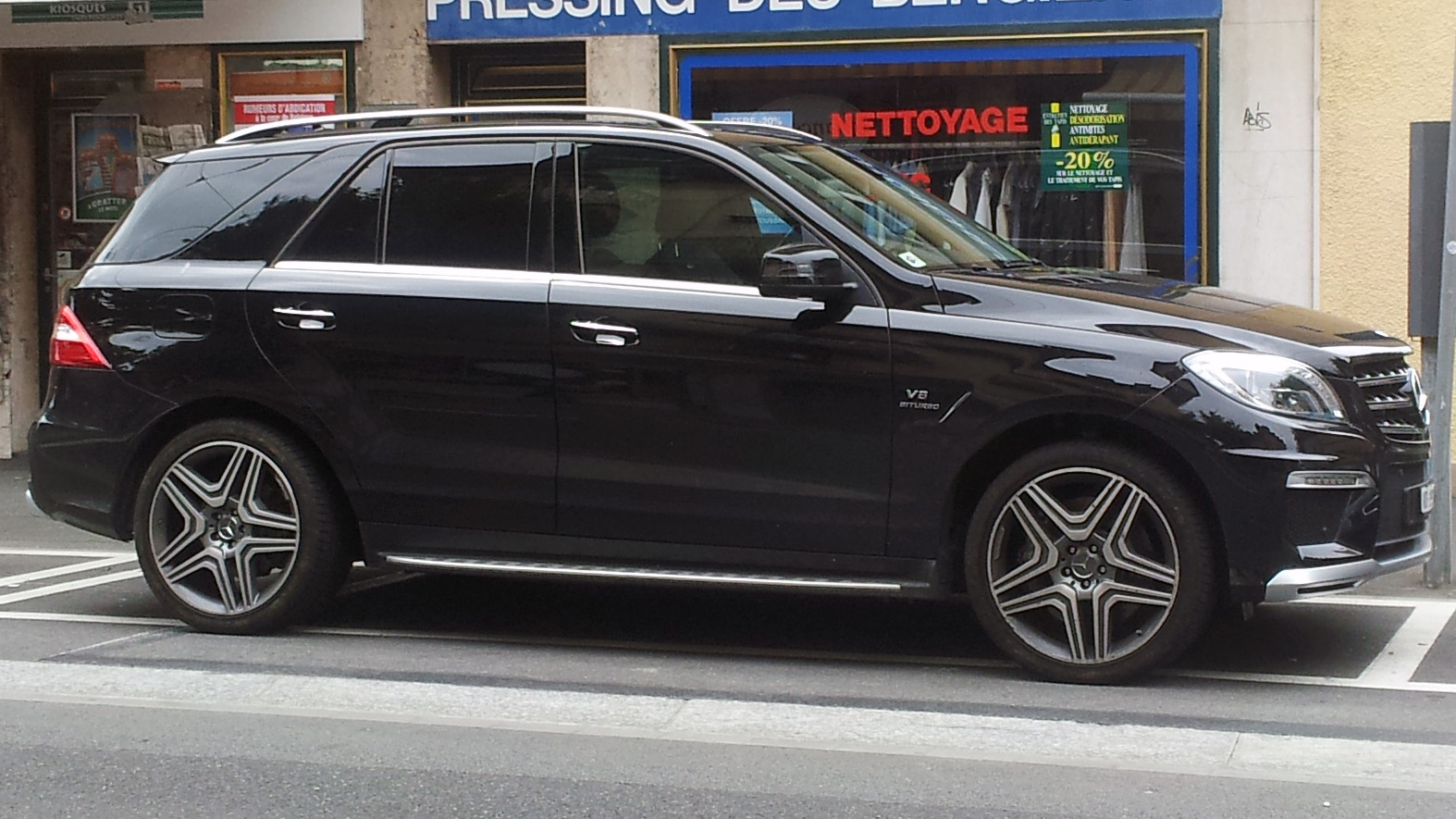
Vista laterale di una ML 63 AMG

All'inizio del 2012, è già possibile ordinare la versione AMG, denominata ML63 AMG: questa versione è equipaggiata con un motore V8 da 5461 cm³ dotato di doppia sovralimentazione ed in grado di sviluppare fino a 525 CV di potenza massima. Con il pacchetto Performance si arriva a 557 CV. La ML63 AMG è equipaggiata di serie con le sospensioni pneumatiche AIRMATIC a gestione elettronica, nonché del cambio automatico sequenziale AMG Speedshift Plus 7G-Tronic. Contemporaneamente alla AMG è stata introdotta la ML500, versione intermedia tra la ML350 e la stessa AMG: equipaggiata con il nuovo V8 biturbo da 4.7 litri, questa vettura dispone di 408 CV di potenza massima. L'ultimo aggiornamento prima del restyling si ha nel gennaio 2015, quando la ML 350 esce di scena, sostituita dalla ML 400, equipaggiata con il V6 biturbo da 3 litri in grado di erogare fino a 333 CV.

### Il restyling: nasce la GLE

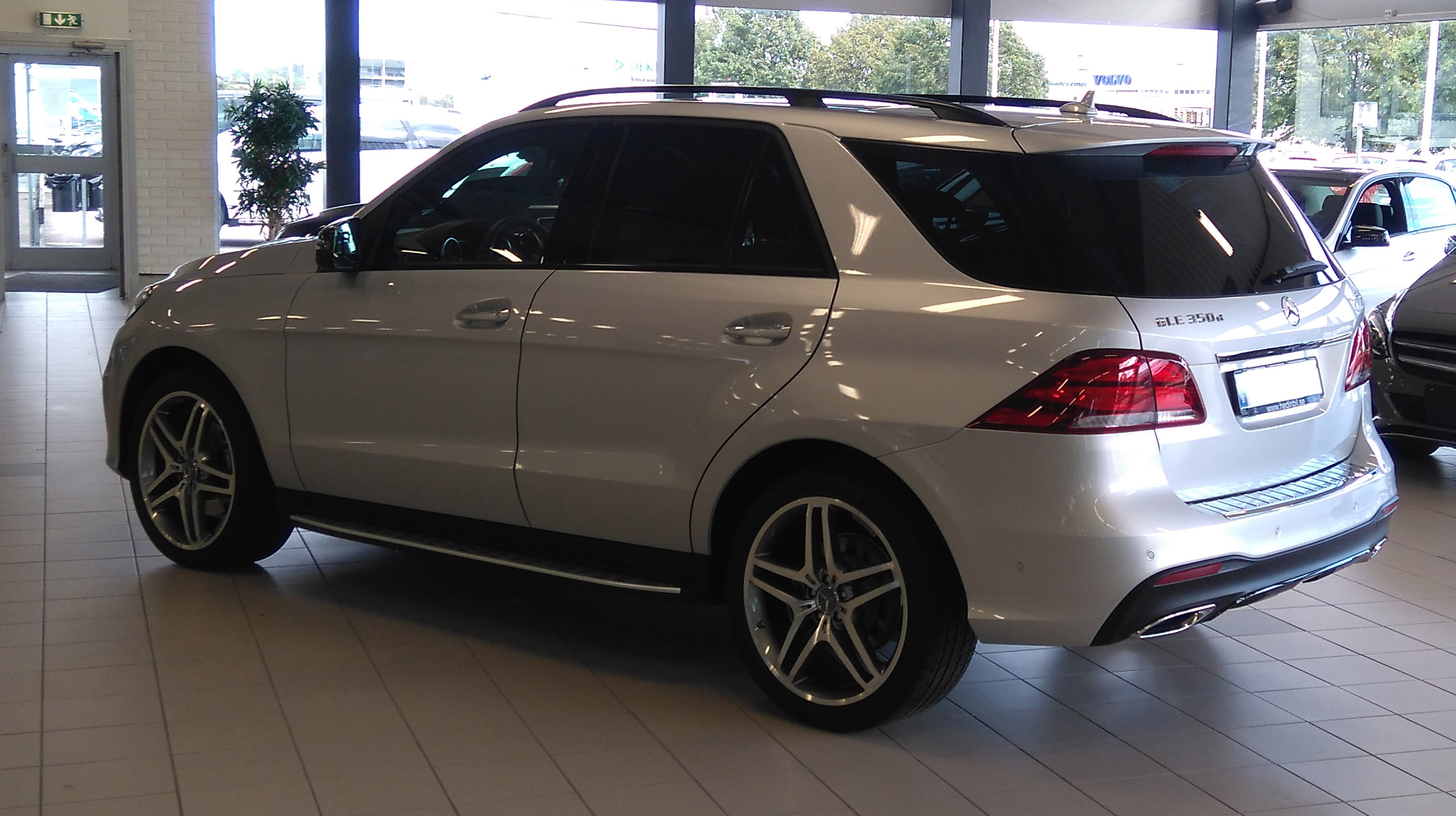
Vista posteriore di una GLE350 d

Tre mesi dopo, al salone dell'automobile di New York è stata presentata la versione restyling della gamma W166. Ma proprio nei primi mesi del 2015 è stato messo in atto dalla casa tedesca un programma di standardizzazione delle denominazioni commerciali dei SUV e crossover SUV Mercedes-Benz. Così, la W166 ristilizzata prende il nome di Classe GLE. 

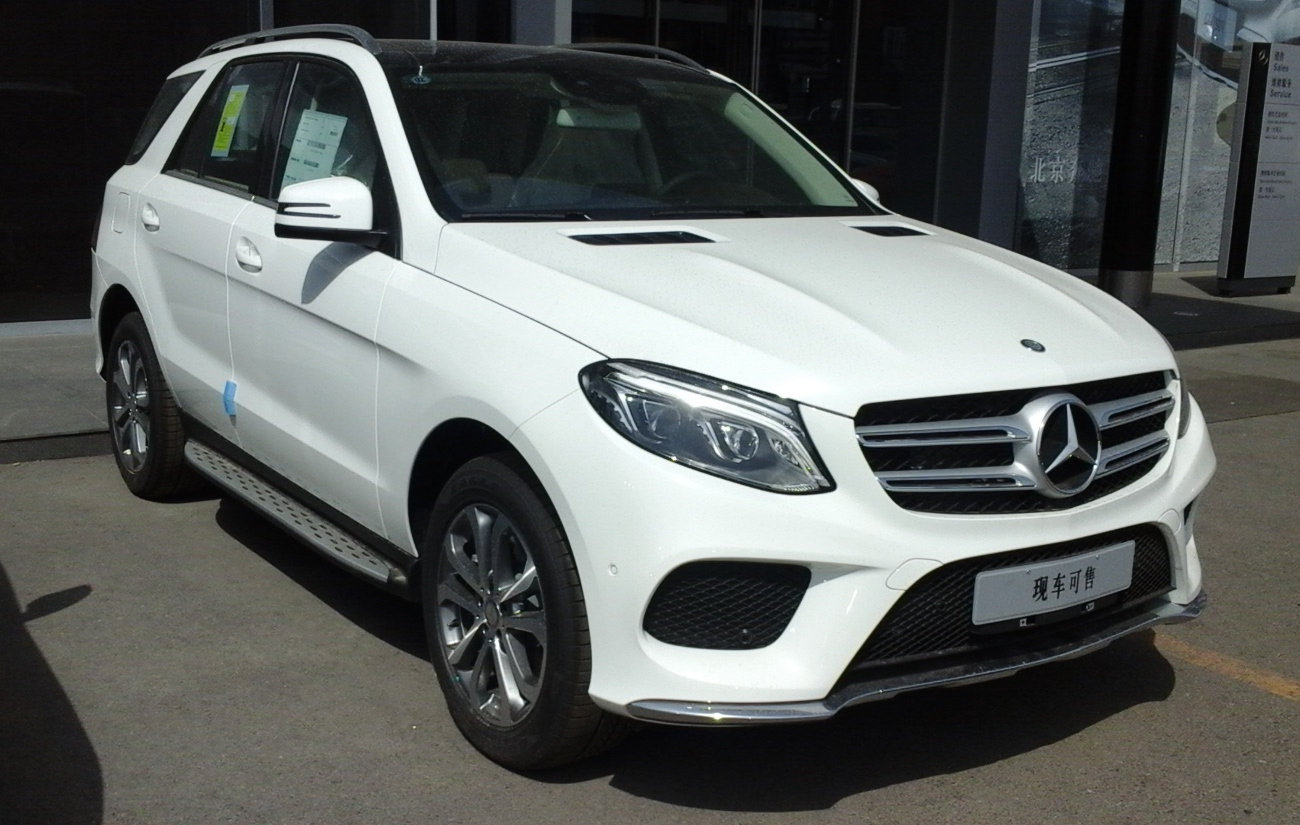
Anteriore di una Mercedes GLE W166 del 2014

Rispetto alla precedente W166 è stata ridisegnata la calandra, ora a due soli listelli orizzontali anziché tre, e con un logo più grande. Ridisegnati anche i paraurti: quello anteriore presenta nuove prese d'aria laterali di maggiori dimensioni. Anche i gruppi ottici anteriori hanno ricevuto un taglio più affine al contemporaneo corso stilistico della casa di Stoccarda, mentre per quelli posteriori sono state ridisegnate le grafiche e quindi la disposizione delle varie luci. Quest'ultima novità è stata proposta per la prima volta anche con carrozzeria profilata in maniera tale da competere nel segmento di mercato che fino a quel momento aveva visto come protagonista la BMW X6. La versione "simil coupé" denominata GLE Coupé (codice di progetto: C292) è stata la prima GLE a debuttare, mentre la versione corrispondente alla classica W166 post-restyling è stata prevista solo in un secondo momento, in maniera tale da permettere la commercializzazione delle ultime novità previste per la terza generazione della Classe M, ossia la W166 pre-restyling, ormai prossima al pensionamento definitivo. Ciononostante, la casa tedesca ha diffuso già dalla primavera le caratteristiche della gamma della W166 restyling su carta e web, compresa la gamma motori e già dalla fine del mese di aprile, il listino ufficiale presente sul sito tedesco non comprende più la Classe M, ma già la Classe GLE modello W166. Le motorizzazioni previste per la GLE W166 sono le stesse della precedente W166, ma con in più alcune novità, come ad esempio la GLE 500e, primo SUV ibrido della Mercedes. Si tratta di una motorizzazione ibrida che abbina il motore V6 della GLE 400 (quindi con le stesse caratteristiche del motore della vecchia ML400) ad un motore elettrico da 116 CV. Un'altra versione inedita introdotta con l'arrivo della GLE è stata la GLE 450 AMG equipaggiata con un motore V6 biturbo da 3 litri, lo stesso della GLE 400, ma con potenza portata a 367 CV. Fra le altre novità introdotte con la GLE W166 si ha l'arrivo del nuovo cambio automatico sequenziale a 9 rapporti in abbinamento alle motorizzazioni diesel, ma anche il debutto del primo SUV extra-large della casa a trazione posteriore, ossia la GLE 250d, presente comunque in gamma anche con trazione integrale. All'inizio del 2016, la GLE 500 riceve un surplus di potenza, raggiungendo così 455 CV di erogazione massima. Nel luglio dello stesso anno, la GLE 450 AMG cambia denominazione in GLE 43 AMG, ma rimane equipaggiata con lo stesso propulsore da 367 CV, che un anno dopo verrà portato fino a 390 CV.
Da quel momento la gamma si avvia verso le fasi conclusive della sua carriera commerciale, la quale termina nell'autunno del 2018, dopo che al Salone di parigi viene presentata la nuova serie V167, destinata a sostituire la W166.

## Riepilogo caratteristiche
| Modello | Sigla modello | Motore                        | Cilindrata cm³ | Potenza CV/rpm | Coppia Nm/rpm  | Cambio                      | Massa a vuoto (kg) | Velocità max | Acceler. 0–100 km/h | Consumo (l/100 km) | Emissioni CO2 (g/km) | Anni di produzione |
| Versioni a benzina |               |                               |                |                |                |                             |                    |              |                     |                    |                      |                    |
| ML350 4Matic | 166.057       | M276DE35                      | 3498           | 306/6500       | 370/ 3500-5250 | Automatico a 7 rapporti     | 2.065              | 235          | 7"6                 | 8.8                | 206                  | 11/2011-12/2014    |
| ML400 4Matic | 166.056       | M276DEH30LA                   | 2996           | 333/ 5250-6000 | 480/ 1600-4000 | Automatico a 7 rapporti     | 2.055              | 247          | 6"1                 | 9.2                | 215                  | 01/2015-04/2015    |
| GLE400 4Matic | 166.056       | M276DEH30LA                   | 2996           | 333/ 5250-6000 | 480/ 1600-4000 | Automatico a 7 rapporti     | 2.055              | 247          | 6"1                 | 9.2                | 215                  | 05/2015-10/2018    |
| GLE450 AMG 4Matic | 166.064       | M276DEH30LA                   | 2996           | 367/ 5500-6000 | 520/ 2000-4000 | Automatico a 9 rapporti     | 2.105              | 250          | 5"7                 | 9.3                | 199                  | 05/2015-07/2016    |
| GLE 43 AMG 4Matic | 166.064       | M276DEH30LA                   | 2996           | 367/ 5500-6000 | 520/ 2000-4000 | Automatico a 9 rapporti     | 2.105              | 250          | 5"7                 | 9.3                | 199                  | 07/2016-07/2017    |
| GLE 43 AMG 4Matic | 166.064       | M276DEH30LA                   | 2996           | 390/6100       | 520/ 2500-5000 | Automatico a 7 rapporti     | 2.105              | 250          | 5"7                 | 9.3                | 205                  | 07/2017-10/2018    |
| ML500 4Matic1 | 166.073       | M278DE46AL red.               | 4663           | 408/5250       | 600/ 1600-4750 | Automatico a 7 rapporti     | 2.160              | 250          | 5"6                 | 11                 | 258                  | 02/2012-04/20151   |
| GLE 500 4Matic | 166.073       | M278DE46AL red.               | 4663           | 435/5250       | 700/ 1800-4000 | Automatico a 9 rapporti     | 2.160              | 250          | 5"3                 | 11                 | 258                  | 05/2015-12/2015    |
| GLE 500 4Matic | 166.073       | M278DE46AL                    | 4663           | 455/5250-5500  | 700/ 1800-4000 | Automatico a 9 rapporti     | 2.160              | 250          | 5"3                 | 11.1               | 247                  | 01/2016-12/2017    |
| ML63 AMG 4Matic | 166.074       | M157DE55AL                    | 5461           | 525/5250       | 700/ 1750-5000 | Automatico AMG a 7 rapporti | 2.270              | 250          | 4"8                 | 11.8               | 276                  | 01/2012-04/2015    |
| GLE 63 AMG 4Matic | 166.074       | M157DE55AL                    | 5461           | 557/5750       | 700/ 1750-5500 | Automatico AMG a 7 rapporti | 2.270              | 250          | 4"3                 | 11.8               | 276                  | 05/2015-10/2018    |
| ML63 AMG 4Matic Performance | 166.074       | M157DE55AL                    | 5461           | 557/5750       | 760/ 2000-5000 | Automatico AMG a 7 rapporti | 2.270              | 280          | 4"7                 | 11.8               | 276                  | 01/2012-04/2015    |
| GLE 63 AMG S 4Matic | 166.075       | M157DE55AL                    | 5461           | 585/5500       | 760/ 1750-5250 | Automatico AMG a 7 rapporti | 2.270              | 2503         | 4"2                 | 11.8               | 276                  | 05/2015-10/2018    |
| Versioni a gasolio |               |                               |                |                |                |                             |                    |              |                     |                    |                      |                    |
| GLE 250d | 166.006       | OM651DE22LA                   | 2143           | 204/4200       | 500/ 1600-1800 | Automatico 9 rapporti       | 2.000              | 210          | 8"6                 | 5.4                | 149                  | 05/2015-10/2018    |
| ML250 4Matic BlueTEC | 166.004       | OM651DE22LA                   | 2143           | 204/4200       | 500/ 1600-1800 | Automatico 7 rapporti       | 2.075              | 210          | 9"                  | 6.5                | 170                  | 11/2011-04/2015    |
| GLE 250d 4Matic | 166.004       | OM651DE22LA                   | 2143           | 204/4200       | 500/ 1600-1800 | Automatico 9 rapporti       | 2.075              | 210          | 8"6                 | 5.7                | 156                  | 05/2015-10/2018    |
| ML350 4Matic BlueTEC | 166.024       | OM642LSDE30LA                 | 2987           | 258/3600       | 620/ 1600-2400 | Automatico 7 rapporti       | 2.100              | 224          | 7"4                 | 7.4                | 194                  | 11/2011-04/2015    |
| GLE 350 4Matic | 166.024       | OM642LSDE30LA                 | 2987           | 258/3600       | 620/ 1600-2400 | Automatico 9 rapporti       | 2.100              | 225          | 7"1                 | 6"4                | 169                  | 05/2015-10/2018    |
| Versioni ibride |               |                               |                |                |                |                             |                    |              |                     |                    |                      |                    |
| GLE 500e 4Matic | 166.063       | M276DE30AL + motore elettrico | 2996           | 4422           | 6502           | Automatico 7 rapporti       | 2.390              | 245          | 5"3                 | 3.5                | 80                   | 05/2015-10/2018    |
| Note: 1Disponibile nel mercato italiano solo dal dicembre 2012 2I valori massimi di potenza e coppia motrice sono indicati dalla Casa costruttrice come i valori più alti ottenuti durante il funzionamento simultaneo di entrambe le unità motrici, quella termica (da 333 CV) e quella elettrica (da 116 CV). Non corrispondono perciò al totale delle potenze e delle coppie massime dei due motori. 3Fino a 280 km/h con il pacchetto AMG Driver's Package |               |                               |                |                |                |                             |                    |              |                     |                    |                      |                    |